# Philippe Randa
Pour les articles homonymes, voir Randa.
Ne doit pas être confondu avec Peter Randa.
Philippe-André Duquesne, dit Philippe Randa, né le 23 décembre 1960 à Montargis, est un écrivain et éditeur français, engagé à l'extrême droite.
D'abord auteur de romans policiers et de science-fiction, publiés notamment aux éditions Fleuve noir, il est ensuite devenu lui-même éditeur, principalement de textes d'extrême droite.

## Biographie

### Jeunesse
Fils du romancier Peter Randa, Philippe Randa passe son enfance et son adolescence dans les Deux-Sèvres.

### Parcours
Dans sa jeunesse, Philippe Randa milite activement à l'extrême droite, d'abord au GUD alors proche du Parti des forces nouvelles, puis au Front national dont il est candidat sur une liste aux municipales. Il cesse ensuite tout engagement politique direct, mais demeure proche des milieux d'extrême droite.
Après le décès de son père, il devient à son tour romancier : au début des années 1980, il fait partie de la nouvelle génération d'auteurs publiés par les éditions Fleuve noir, dont son père avait été un contributeur prolifique. À l'occasion de ses débuts, le spécialiste du polar Michel Lebrun souligne les similarités de style et de ton entre Randa père et fils — goût pour l'érotisme et la violence, narration au présent de l'indicatif... — Philippe prenant la succession de Peter en prouvant « de façon éclatante les lois de l'hérédité ». Il signe au fil des années plus d’une centaine de livres, dont de nombreux romans de science-fiction et policiers aux éditions du Fleuve Noir, d'espionnage — sous le nom de Paul Vence — et érotiques — sous le nom d’Urbain Sarrel — aux Presses de la Cité. Il publie notamment, au Fleuve noir, vingt-deux romans dans la collection Anticipation. Il fait progressivement passer dans ses romans certaines de ses idées comme dans Poitiers demain, publié en 1987 chez un éditeur d'extrême droite, qui met en scène, dans un futur post-apocalyptique, la libération par les armées de l'« Ordre européen » de la France occupée par les « hordes maghrébines ».
En 1991, il donne une contribution dans le recueil Rencontres avec Saint-Loup, édité par l'Association des amis de Saint-Loup.
Il devient dans les années 1990 un collaborateur indépendant, mais régulier, de la presse française d'extrême droite : on retrouve sa signature dans les hebdomadaires Minute, puis National Hebdo (dont il assura la direction de la rédaction des « Dossiers ») ainsi qu'au Crapouillot . On retrouve également entre les années 1980 et 1990 sa signature plus ou moins régulière dans différentes revues de la presse militaire (Raid, La Gazette des armes, Hommes de guerre), people (Aujourd’hui Madame, Confidences, G.I. Magazine, Maxi), politique (Rivarol, Résistance !, Le Choc du mois, Écrits de Paris, Alternative, etc.), historique (L’Autre histoire), ésotérique (Nostra, L’Étrange magazine) et régionale (Le Courrier picard, Bretons d’ailleurs). Il a dirigé par ailleurs la rédaction des revues Boulevard du crime (romans policiers) , Le Journal de l’insolite (ésotérisme) et Visages de l’Histoire (histoire), ainsi que des journaux Le Flambeau littéraire (littérature) et L’Entraide Nationale (caritatif). Il finit par s’éloigner de la littérature populaire pour publier des ouvrages d’histoire, des essais, des documents contemporains et des dictionnaires historiques, ou des livres consacrés à des ouvrages criminels. Il se présente comme défenseur d'une liberté d'expression totale : la revue homosexuelle Gaie France a ainsi repris une de ses tribunes libres où il défendait celle de l'écrivain Gabriel Matzneff.
Après avoir vécu de sa plume jusqu’au début des années 1990, il se concentre progressivement sur ses activités d'éditeur et crée de multiples structures, devenant dans les années 1990-2000 l'un des « piliers » de l'édition d'extrême droite en France. Il fonde, en 1992, le journal satirique Pas d’panique à bord, la lettre bimensuelle d’informations Secrets et sociétés la même année, puis, en 1998, une revue bimestrielle de politique, d’histoire et de littérature, intitulée Dualpha. Cette revue cesse en 2001 sa parution imprimée pour devenir pendant quelques années un site hebdomadaire politique sur internet, puis seulement une enseigne d'éditions.
Il fréquente un temps à Paris la librairie d'extrême droite Ogmios, dirigée par Jean-Dominique Larrieu et Tristan Mordrelle. Pour prendre la succession de cette enseigne, il crée en 1996 la librairie parisienne L'Æncre, spécialisée dans la vente d'ouvrages politiques et historiques, et la maison d'éditions du même nom, qu'il cède par la suite. Il crée en 1997 les éditions Dualpha et les éditions Déterna, tout d’abord spécialisées dans les rééditions, mais où, très vite, paraissent de nombreux livres inédits. En 2001, il cosigne avec Roland Gaucher l'ouvrage Les Antisémites de gauche, qui tente d'accréditer la thèse selon laquelle l'antisémitisme aurait des racines exclusivement de gauche.
Parallèlement à la diffusion en librairie des livres sortis par ses maisons d'édition, il crée en 1998 le catalogue mensuel de vente par correspondance « Francephi diffusion ». En avril 2006, il ouvre « Primatice diffusion-distribution », comptoir de vente éditeur, dans la rue du même nom, dans le 13e arrondissement de Paris, puis à Liège en Belgique. La librairie liégeoise ferme le 31 janvier 2008 à la suite de la présence d'« ouvrages teintés d'idéologie d'extrême droite » ; une action dans laquelle le directeur du Centre pour l'égalité des chances voit une « victoire de la vigilance civique »,. Il arrête par la suite l'activité de la librairie parisienne en octobre 2011, et se concentre sur la vente en ligne de livres via le site de Francephi.
Depuis 2006, il collabore au site et à la revue Synthèse nationale. Il a également été co-rédacteur en chef du bimensuel Flash, décrit par Jean-Yves Camus comme une tentative de lancer un journal d'« extrême droite altermondialiste ».
Lors de l'élection présidentielle française de 2022, il apporte son soutien à la candidature d'Éric Zemmour.

## Œuvres

### Aux éditionsFleuve noir

#### Romans de science-fiction, collections «Anticipation» et «S-F Jimmy Guieu»
- Les Fusils d'Ékaïstos (1981)
- L'Expérience du grand cataclysme (1981)[21]
- Le Réveil des dieux (1981)
- Le Palais du roi Phédon (1981)
- Mission sur Terre (1981)
- Baroud sur Bolkar (1982)
- La Planète noire de Lothar (1982)
- Les Conjurés de Shargol (1982)
- Folle Meffa (1982)
- Les Écologistes de combat (1982)
- Aléas à travers le temps (1983)
- Mon pote, le Martien (1983)
- La Démone de Karastan (1983)
- Camarade yankee ! (1985)
- Les Contrebandiers du futur (1985) (Les pirates de l'espace 1)
- Le diable soit avec nous ! (1986) (Les pirates de l'espace 2)
- Métamorphosa (1986)
- Rendez-vous dans l'avenir (1986)
- Us, go home… go, go ! (1987)
- Baroud pour le genre humain (1987)
- Les Sirènes d'Almadia (1987)
- Périls sur Mû (1987)
- Le Mal d'Ibrator (1988)
- Les Rebelles de N'harangho (1992)
- Les Maudits d'Hertzvane (1993)
- Les Naufragés du temps (1993)

#### Romans policiers, collection «Spécial police»
- Fauvel et les Salopards (1981)
- Le Coup vache et régulier (1981)
- Errare (1983)
- La Femme de Féliciani (1985)
- Honni soit qui tue ! (1985)
- À mort que veux-tu ! (1986)
- Ces gens-là (1986)
- L'Assassin sentimental (1987)

### Aux éditionsDualpha
- Des livres politiquement incorrects, préface de Jean Jour, 2005, 2e édition
- Chroniques barbares
  - tome 1 : Chroniques barbares 1993-2001, 2002
  - tome 2 : Le Bien va mal, préface de Christian Bouchet, 2003
  - tome 3 : Nous, les Insurgents !, 2004
  - tome 4 : Présumé coupable politique, préface de Serge de Beketch, 2007
  - tome 5 : La France d’en haut les urnes, préface de Jean Robin, 2008
  - tome 6 : Sans vergogne politique, préface de Philippe Pichon, 2009
  - tome 7 : À l’ombre de l’Europe d’en haut, préface de Pierre Vial, 2010
  - tome 8 : Sous haute surveillance politique, préface de Pierre Le Vigan, 2011
  - tome 9 : Indignations politiques, préface de Nicolas Bonnal, 2012
  - tome 10 : Quand ça fait mal au tabou, préface d'Yves-Marie Laulan, 2013
  - tome 11 : Les Apprentis-sorciers du mondialisme, préface de Francis Bergeron, 2014
  - tome 12 : Les peuples à l'encan, préface d'Alexis Arette, 2015
  - tome 13 : Les Janus de la politique, préface de Bernard Plouvier, 2016
- Un instituteur au bagne (L’Affaire Lesnier, Gironde 1847-1853), 2005
- Weidmann la dérive d’un tueur, 2008, 3e édition
- Légendes païennes du Poitou, Dualpha, 2009, préface de Bruno Favrit, 2e éd.

#### Romans dans la collection «Fictions populaires»
- Complot écologiste, 3e édition, 1999
- Un Parisien à La Beunaz (avec Peter Randa) 2006
- Poitiers demain, roman, 3e édition, 2012 (première édition, Vent du nord, 1987)
- Trilogie noire en Picardie, roman, 2e édition, 2012
- Alaïs, la dame blanche de Montségur, roman, 4e édition, 2012 (première édition Pardès, 1989)
- Apocalypse yankee, roman, 4e édition, 2013
- Front de l'Est, le Rêve éclaté, roman, 4e édition, 2013 (première édition Presses de la Cité, collection « Troupes de choc », 1987)
- Trilogie noire en Languedoc-Rousillon, roman, 2014

#### Bandes dessinées, recueils humoristiques
- Le Roman noir du Métropolitain (avec Alain Sanders, dessins de Chard), 1999
- Bestiaire (avec Peter Randa, dessins de Ralph Soupault), 1999
- Kolossal humour sur internet, 2001

### Aux éditionsDualphaen collaboration
- Vers la société multiraciste, avec Jean-Jacques Matringhem, 2003
- Dictionnaire commenté de livres politiquement incorrects, avec Francis Bergeron, préface de Jean Bourdier, 2006
- Des rescapés de l’Épuration : Marcel Déat-Georges Albertini, avec Roland Gaucher, 2007, 2e édition
- Mesrine l’indompté, avec Jean-Émile Néaumet, 2008, 4e édition
- Patton, général audace, préface de Jacques Borde, 2009, 4e édition
- Dictionnaire historique et commenté de la police, avec Jean-Claude Giraud, 2009

### Aux éditionsDéterna
- Ils ont fait la guerre (Les «écrivains-guerriers »), préface de Jean Mabire, 2012, 3e éd.
- Maffia rose. Des fantasmes dénoncés à l'exaspération actuelle, préface de Pierre Gripari, 2013, 4e édition
- Une Française dans la tourmente, Berlin 1944-1945, 2003, 3e édition
- Stoï !, avec Pierre Rusco, Dualpha (2006), 4e édition
- D’un uniforme à l’autre, avec Jean-Claude Giraud, préface de Jean-Pierre Rondeau, 2015, 2e édition
- Les dernières années de l’Inde française, avec Michel Gaudart de Soulages, préface de Douglas Gressieux, 2015, 2e édition

### Aux éditionsL'Æncre
- Les « Antisémites » de gauche, avec Roland Gaucher, 2011, 3e édition
- Les Acteurs de la comédie politique, avec Nicolas Gauthier, préface d'Éric Letty, 2012
- Entretiens politiquement incorrects, 2013
- Le Roman noir des demandeurs d’asile, préface de Jean-Yves Le Gallou, 2014
- L'Islamisation de la France. Fantasme ou réalité (dir., ouvrage collectif), 3 volumes, 2015

### AuxPresses de la Cité

#### Romans dans la collection «Skal»
- Opération « bis repetita », série « Skal », 1988
- Secrets à l'encan, série « Skal » 1988
- Le Guêpier kurde, série « Skal », 1989
- Poudrière javanaise, série « Skal », 1989
- La Clef du malheur, série « Le Corse », 1989
- L'Oasis d'Allah, série « Skal », 1989
- Tempête force K, série « Skal », 1989
- Fureur noire, Presses de la Cité, 1989

#### Romans dans la collection «Le Corse»
- La Mauvaise graine, 1989
- La Clé du malheur, 1989
- Le Secret de la Houzarde, 1990

#### Dans la collection «Exclusif»
- Les Alcôves de Matignon, Presses de la Cité, 1993

#### Romans dans la collection «S-F Jimmy Guieu»
- Les Rebelles de N'Harangho, Presses de la Cité, 1992
- Les Maudits d'Hertzvane (avec Nicolas Gauthier), Presses de la Cité, 1993
- Les Naufragés du temps (avec Nicolas Gauthier), Presses de la Cité, 1993

#### Romans dans la collection «Les érotiques deGérard de Villiers»
- Le Gang de l’amour, 1989
- Que jeunesse se passe, 1989
- Orgies spatiales, 1990
- Banlieues torrides, 1991
- Le Collèges des vices, 1999

### Chez d'autres éditeurs
- Dossier complet sur la police, Jacques Grancher, 1988
- Dictionnaire commenté de la Collaboration française, Jean Picollec, 1997
- B.A.-BA Homosexualité, Pardès, 2004
- Erreur mortelle, Auda Isarn, coll. "Le Lys Noir", 2023

### Romans aux éditions Alain Bargain
- Secret Mortel, collection « Enquêtes & suspence », 1997 ; rééd. Auda Isarn, coll. « Lys Noir » n° 6, 2018
- Le Dictionnaire sulfureux, Les Bouquins de Synthèse nationale, 2019  (ISBN 978-2-36798-063-8)

### Chez Martelle
- Crimes en Picardie, avec Jacques Béal, Martelle (Amiens), 1993
- Hommes et traditions en Poitou-Charentes et Vendée, avec Angélique Baraton, Ogam Bonnin et Xavier Cheneseau, Martelle (Amiens), préface de Jean-Pierre Raffarin, 1993